# 藤実リオ
藤実 リオ（ふじみ リオ、4月26日 - ）は、日本の漫画家。京都府出身、血液型はB型。
2007年、小学館の漫画雑誌『ちゃおDX』秋の大増刊号に発表された「ごほうびはシュガースイート」にてデビュー。

## 作品リスト
- はつ恋サマーロマネスク
- ケッコーなごけっこん
- みらくる☆レボリューション ～久住小春ものがたり～
- 今日からプリンス！
- 2人で守ってあげます!
- プリティーリズム・オーロラドリーム（｢ちゃお｣2011年4月号 - 2012年3月号連載）

## 書籍情報
- はつ恋サマーロマネスク （ちゃおコミックス） ISBN 978-4091320858 2008年10月30日発行